# Venusfigurinen von Oelknitz

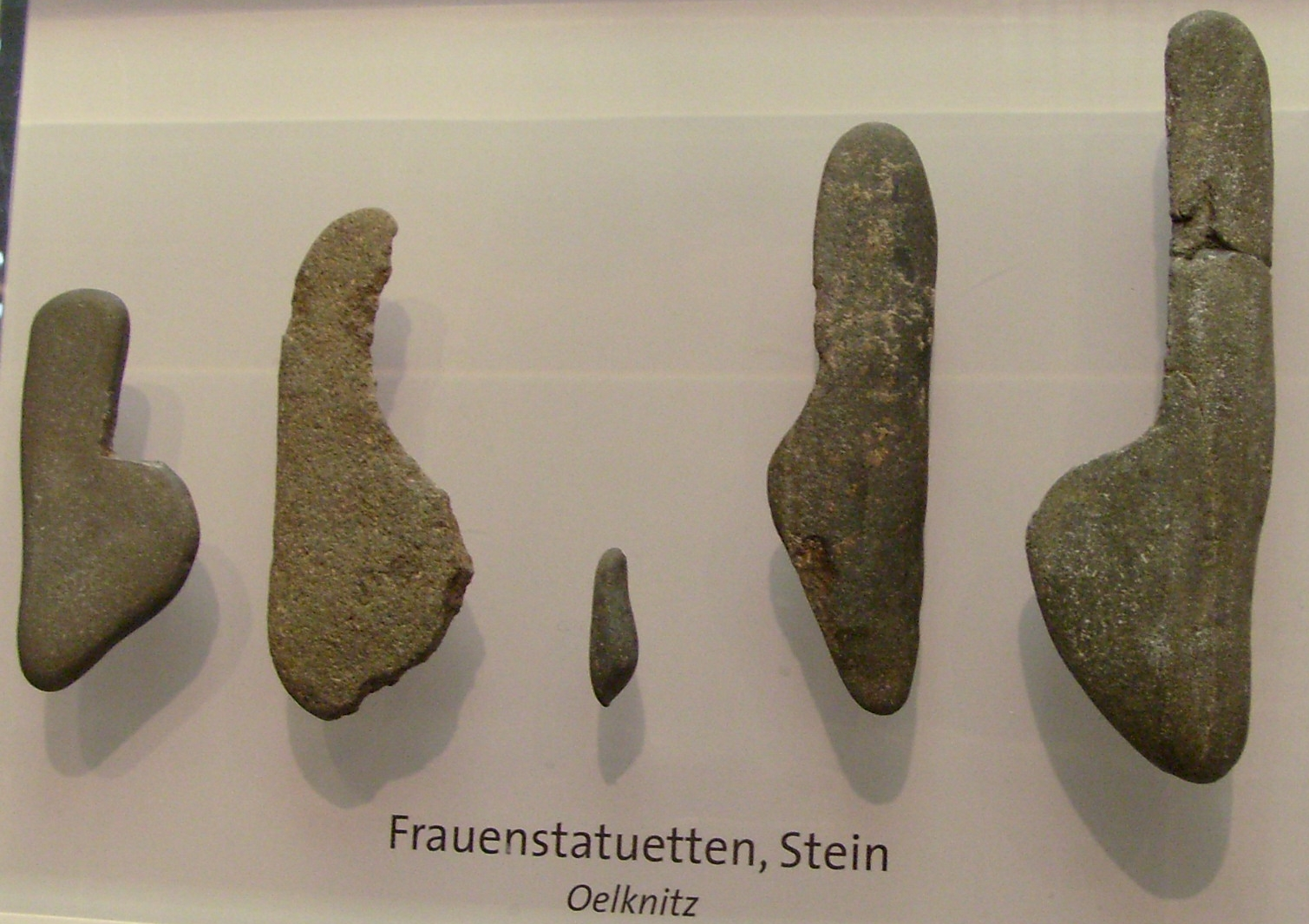
Venusfigurinen von Oelknitz aus dem Museum für Ur- und Frühgeschichte Thüringens in Weimar

Bei den Venusfigurinen von Oelknitz handelt es sich um steinzeitliche Darstellungen des weiblichen Körpers. 

## Beschreibung
Die Venusfigurinen bestehen aus Elfenbein, Schiefergeröll und Flussgeröll. Das Alter der Venusfigurinen wird mit 15.000 bis 11.500 Jahren angegeben; sie stammen aus dem Magdalénien. Sie befinden sich im Museum für Ur- und Frühgeschichte Thüringens in Weimar.
Der Fundort ist die Freilandsiedlung Oelknitz, eine Freilandfundstelle im Saaletal südlich von Jena. Die Ausgrabungen fanden 1957–67 statt und wurden von Rudolf Feustel und Günter Behm-Blanke durchgeführt.